# Лагос
Лагос {енгл. Lagos; јор. Èkó) је најнасељенији град у Нигерији, као и један од највећих у Африци. До децембра 1991. био је главни град Нигерије, пре одлуке Владе да главни град постане Абуџа који се налази у средишту државе. Један је од најбрже растућих градова на свету, Лагос је један од значајнијих финансијских центара у Африци; овај мегаград има највиши БДП, и исто тако је домаћин једне од највећих и напрометнијих лука на континенту.
Лагос је у почетку настао као лучки град који се развио на групи острва, која су спојена у данашње области са локалном управом (ЛГА) острво Лагос, Ети-Оса, Амуво-Одофин и Апапа; острва су раздвојена воденим токовима, који су део југозападног дела Лагошке лагуне. Она су заштићена од Атлантског океана баријерним острвима и дугим пешчаним косинама као што је Бар плажа, које се протежу и до 100 km источно и западно од ушћа. Услед брзе урбанизације, град се проширио западно од лагуне те обухвата данашње области Лагос Мејнленд, Ајероми-Ифелодун и Сурулере. То је довело до класификације Лагоса у две главне класе - Острво, која је била иницијални град Лагос, пре експанзије у област познату као Мејнленд. Овом градском облашћу је директно управљала федерална влада путем Лагпшког градског већа, до креирања Лагошке државе 1967. године. Након тога је дошло до поделе града Лагос у садашњих седам локалних управних области (ЛГА), и додавања других градова (који сад сачињавају 13 ЛГА) из ондашњег Западног региона, чиме је формирана држава.
Лагос, је престоница Нигерије од времена његове амалгамације 1914, и постао је престоница државе Лагос након њеног формирања. Међутим, главни град државе је касније премештен у Икеџу 1976. године, док је федерални главни град премештен у Абуџу in 1991. Независно од тога Лагос је још увек значајан град. У данашње време се такође назива „метрополитанским Лагосом”, и званично је познат као „Лагошка метрополитанска област” која је урбана агломерација или конурбација.
Тачан број становника метрополитанског Лагоса је споран; По федералном попису из 2006, конурбација је имала око 8 милиона људи. међутим, ту цифру је оспорила влада државе Лагос, која је објавила своје сопствене податке о популацији, по којима метрополитанска област Лагоса има око 16 милиона становнка. Године 2015, незванични подаци о популацији ширег метрополитанског Лагоса, чиме су обухваћени, Лагос и његове околне области, неке од којих се пружају у Огун, индицирају да има око 21 милиона становника.

## Географија
Површина града износи 999,6 km².

### Клима
Лагос има тропско саванску климу (Aw) према Кепеновој класификацији клима, пошто постоји знатна разлика у количини преципитације између влажне и суве сезоне. Влажна сезона почиње у априлу и завршава се у октобру, док сува сезона почиње у новембру и завршава се у марту. Највлажнији месец је јун са укупном количином падавина од 315,5 mm (12,42 in), док је најсувљи месец јануар са тоталном преципитацијом од 13,2 mm (0,52 in).
Како је град лоциран у близини екватора, температура је константна без значајних разлика између најтоплијих и најхладнијих месеци. Најтоплији месец је март са просечном температуром од 28,5 °C (83,3 °F), док је најхладнији месец август са просечном температуром 25,0 °C (77,0 °F).
| Клима Лагос (Међународни аеродром Муртала Мухамед) 1961–1990, екстреми: 1886–садашњост | Клима Лагос (Међународни аеродром Муртала Мухамед) 1961–1990, екстреми: 1886–садашњост | Клима Лагос (Међународни аеродром Муртала Мухамед) 1961–1990, екстреми: 1886–садашњост | Клима Лагос (Међународни аеродром Муртала Мухамед) 1961–1990, екстреми: 1886–садашњост | Клима Лагос (Међународни аеродром Муртала Мухамед) 1961–1990, екстреми: 1886–садашњост | Клима Лагос (Међународни аеродром Муртала Мухамед) 1961–1990, екстреми: 1886–садашњост | Клима Лагос (Међународни аеродром Муртала Мухамед) 1961–1990, екстреми: 1886–садашњост | Клима Лагос (Међународни аеродром Муртала Мухамед) 1961–1990, екстреми: 1886–садашњост | Клима Лагос (Међународни аеродром Муртала Мухамед) 1961–1990, екстреми: 1886–садашњост | Клима Лагос (Међународни аеродром Муртала Мухамед) 1961–1990, екстреми: 1886–садашњост | Клима Лагос (Међународни аеродром Муртала Мухамед) 1961–1990, екстреми: 1886–садашњост | Клима Лагос (Међународни аеродром Муртала Мухамед) 1961–1990, екстреми: 1886–садашњост | Клима Лагос (Међународни аеродром Муртала Мухамед) 1961–1990, екстреми: 1886–садашњост | Клима Лагос (Међународни аеродром Муртала Мухамед) 1961–1990, екстреми: 1886–садашњост |
| Показатељ \ Месец                                                                      | .Јан.                                                                                  | .Феб.                                                                                  | .Мар.                                                                                  | .Апр.                                                                                  | .Мај.                                                                                  | .Јун.                                                                                  | .Јул.                                                                                  | .Авг.                                                                                  | .Сеп.                                                                                  | .Окт.                                                                                  | .Нов.                                                                                  | .Дец.                                                                                  | .Год.                                                                                  |
| -------------------------------------------------------------------------------------- | -------------------------------------------------------------------------------------- | -------------------------------------------------------------------------------------- | -------------------------------------------------------------------------------------- | -------------------------------------------------------------------------------------- | -------------------------------------------------------------------------------------- | -------------------------------------------------------------------------------------- | -------------------------------------------------------------------------------------- | -------------------------------------------------------------------------------------- | -------------------------------------------------------------------------------------- | -------------------------------------------------------------------------------------- | -------------------------------------------------------------------------------------- | -------------------------------------------------------------------------------------- | -------------------------------------------------------------------------------------- |
| Апсолутни максимум, °C (°F)                                                            | 40,0 (104)                                                                             | 37,1 (98,8)                                                                            | 37,0 (98,6)                                                                            | 39,6 (103,3)                                                                           | 37,0 (98,6)                                                                            | 37,6 (99,7)                                                                            | 33,2 (91,8)                                                                            | 33,0 (91,4)                                                                            | 33,2 (91,8)                                                                            | 33,7 (92,7)                                                                            | 39,9 (103,8)                                                                           | 36,4 (97,5)                                                                            | 40,0 (104)                                                                             |
| Максимум, °C (°F)                                                                      | 32,2 (90)                                                                              | 33,2 (91,8)                                                                            | 32,9 (91,2)                                                                            | 32,2 (90)                                                                              | 30,9 (87,6)                                                                            | 29,3 (84,7)                                                                            | 28,2 (82,8)                                                                            | 28,3 (82,9)                                                                            | 28,9 (84)                                                                              | 30,3 (86,5)                                                                            | 31,4 (88,5)                                                                            | 31,8 (89,2)                                                                            | 30,8 (87,4)                                                                            |
| Просек, °C (°F)                                                                        | 27,3 (81,1)                                                                            | 28,4 (83,1)                                                                            | 28,5 (83,3)                                                                            | 28,0 (82,4)                                                                            | 27,0 (80,6)                                                                            | 25,6 (78,1)                                                                            | 25,2 (77,4)                                                                            | 25,0 (77)                                                                              | 25,5 (77,9)                                                                            | 26,4 (79,5)                                                                            | 27,2 (81)                                                                              | 27,2 (81)                                                                              | 26,8 (80,2)                                                                            |
| Минимум, °C (°F)                                                                       | 22,4 (72,3)                                                                            | 23,7 (74,7)                                                                            | 24,1 (75,4)                                                                            | 23,7 (74,7)                                                                            | 23,2 (73,8)                                                                            | 21,9 (71,4)                                                                            | 22,3 (72,1)                                                                            | 21,8 (71,2)                                                                            | 22,1 (71,8)                                                                            | 22,4 (72,3)                                                                            | 23,0 (73,4)                                                                            | 22,5 (72,5)                                                                            | 22,8 (73)                                                                              |
| Апсолутни минимум, °C (°F)                                                             | 12,6 (54,7)                                                                            | 16,1 (61)                                                                              | 14,0 (57,2)                                                                            | 14,9 (58,8)                                                                            | 20,0 (68)                                                                              | 21,2 (70,2)                                                                            | 15,0 (59)                                                                              | 19,0 (66,2)                                                                            | 13,0 (55,4)                                                                            | 17,9 (64,2)                                                                            | 11,1 (52)                                                                              | 11,6 (52,9)                                                                            | 11,1 (52)                                                                              |
| Количина падавина, mm (in)                                                             | 13,2 (0,52)                                                                            | 40,6 (1,598)                                                                           | 84,3 (3,319)                                                                           | 146,3 (5,76)                                                                           | 202,4 (7,969)                                                                          | 315,5 (12,421)                                                                         | 243,0 (9,567)                                                                          | 121,7 (4,791)                                                                          | 160,0 (6,299)                                                                          | 125,1 (4,925)                                                                          | 39,7 (1,563)                                                                           | 14,8 (0,583)                                                                           | 1.506,6 (59,315)                                                                       |
| Дани са падавинама (≥ 1.0 mm)                                                          | 1,5                                                                                    | 2,8                                                                                    | 6,6                                                                                    | 9,0                                                                                    | 12,5                                                                                   | 16,2                                                                                   | 13,2                                                                                   | 11,6                                                                                   | 12,7                                                                                   | 11,2                                                                                   | 4,9                                                                                    | 2,1                                                                                    | 104,3                                                                                  |
| Релативна влажност, %                                                                  | 81                                                                                     | 79                                                                                     | 76                                                                                     | 82                                                                                     | 84                                                                                     | 87                                                                                     | 87                                                                                     | 85                                                                                     | 86                                                                                     | 87                                                                                     | 84                                                                                     | 82                                                                                     | 83                                                                                     |
| Сунчани сати — месечни просек                                                          | 164,3                                                                                  | 168,0                                                                                  | 173,6                                                                                  | 180,0                                                                                  | 176,7                                                                                  | 114,0                                                                                  | 99,2                                                                                   | 108,5                                                                                  | 114,0                                                                                  | 167,4                                                                                  | 186,0                                                                                  | 192,2                                                                                  | 1.843,9                                                                                |
| Извор #1: (влажност, 1952–1967), (сунчаност)                                           |                                                                                        |                                                                                        |                                                                                        |                                                                                        |                                                                                        |                                                                                        |                                                                                        |                                                                                        |                                                                                        |                                                                                        |                                                                                        |                                                                                        |                                                                                        |
| Извор #2: (рекордно највише и најниже вредности)                                       |                                                                                        |                                                                                        |                                                                                        |                                                                                        |                                                                                        |                                                                                        |                                                                                        |                                                                                        |                                                                                        |                                                                                        |                                                                                        |                                                                                        |                                                                                        |

## Историја
Град је био у почетку насеобина народа Јоруба. Током своје историје био је и место насељавања многих ратних племена а једно време је био и под владавином Краљевине Бенин. 
Први морепловац који је посетио подручје био је португалски истраживач Ruy de Sequeira 1472. године. Он је подручје око града назвао Lago de Curamo. Постоје две верзије објашњења овог назива. Прва је да на португалском овај назив заиста има значење (језера). Друга верзија је да је добио име по градићу у Португалу који се зове Лагос и који је у то време био полазиште свих експедиција које су ишле дуж афричке обале.
Од 1704-1851. Лагос је служио као главни центар за трговину робљем.
Лагос је формално постала британска колонија 1861. Ово је имало двоструки ефекат обуставу трговања робљем и контролу над трговином.
Темељи модерне Нигерије су били постављени 1886. године. Године 1914 основан је протекторат и тиме је Лагос постао главни град државе. 
Велико економски напредак и насељавање становништва град је имао шездесетих и седамдесетих година 20. века. Главни разлог је био Грађански рат у Нигерији.
Лагос је био главни град Нигерије од 1914. до 1991;након тога то постаје Абуџа која је специјално изграђена за ту намену.
Град је и дан данас комерцијално средиште државе. Након што је функција главног града пребачена из Лагоса у Абуџу, Лагос није више ни средиште Државе Лагос, већ је то Икеџа, северније од Лагоса. Иначе, та држава је једна од најмањих, али зато једна од најразвијенијих савезних држава Нигерије.

## Становништво
| 2006.     |
| --------- |
| 7.937.932 |

## Архитектура
Лагос има највише зграде у Нигерији. Архитектонски стилови у Лагосу су различити и крећу се од тропских, народних до колонијалних европских и ултрамодерних зграда или мешавине. Архитектура бразилског стила коју су донели Креоли евидентна је у зградама као што су Вотер хаус и Шита беј џамија, између осталих. Небодери и већина високих зграда су првенствено концентрисани на острвима. Задњих година, влада државе Лагос је реновирала постојеће паркове и зелене површине, са дугорочним планом за даље проширење. Многе зграде доброг квалитета постоје у граду.

## Међународни односи
Лагос је побратимљен са:
- Гери, Индијана, Сједињене Државе, од 1991[32][33]
- Атланта, Џорџија, Сједињене Државе, од 1974[32]